# أل بيركنز
أل بيركنز (بالإنجليزية: Al Perkins)‏ هو منتج أسطوانات أمريكي، ولد في 18 يناير 1944 في ديكلب في الولايات المتحدة.

## وصلات خارجية
- الموقع الرسمي
- أل بيركنز على موقع ميوزك برينز (الإنجليزية)
- أل بيركنز على موقع أول ميوزيك (الإنجليزية)
- أل بيركنز على موقع ديسكوغز (الإنجليزية)